# Берегова (Бурятія)
Берегова (рос. Береговая) — село Кабанського району, Бурятії Росії. Входить до складу Сільського поселення Кабанське.
Населення — 346 осіб (2015 рік).
Перша згадка про село — 1740 року.